# Hanns Eisler
Hanns Eisler (Lipcse, 1898. július 6. – Berlin, 1962. szeptember 6.) német zeneszerző, egyetemi tanár.

## Életpályája

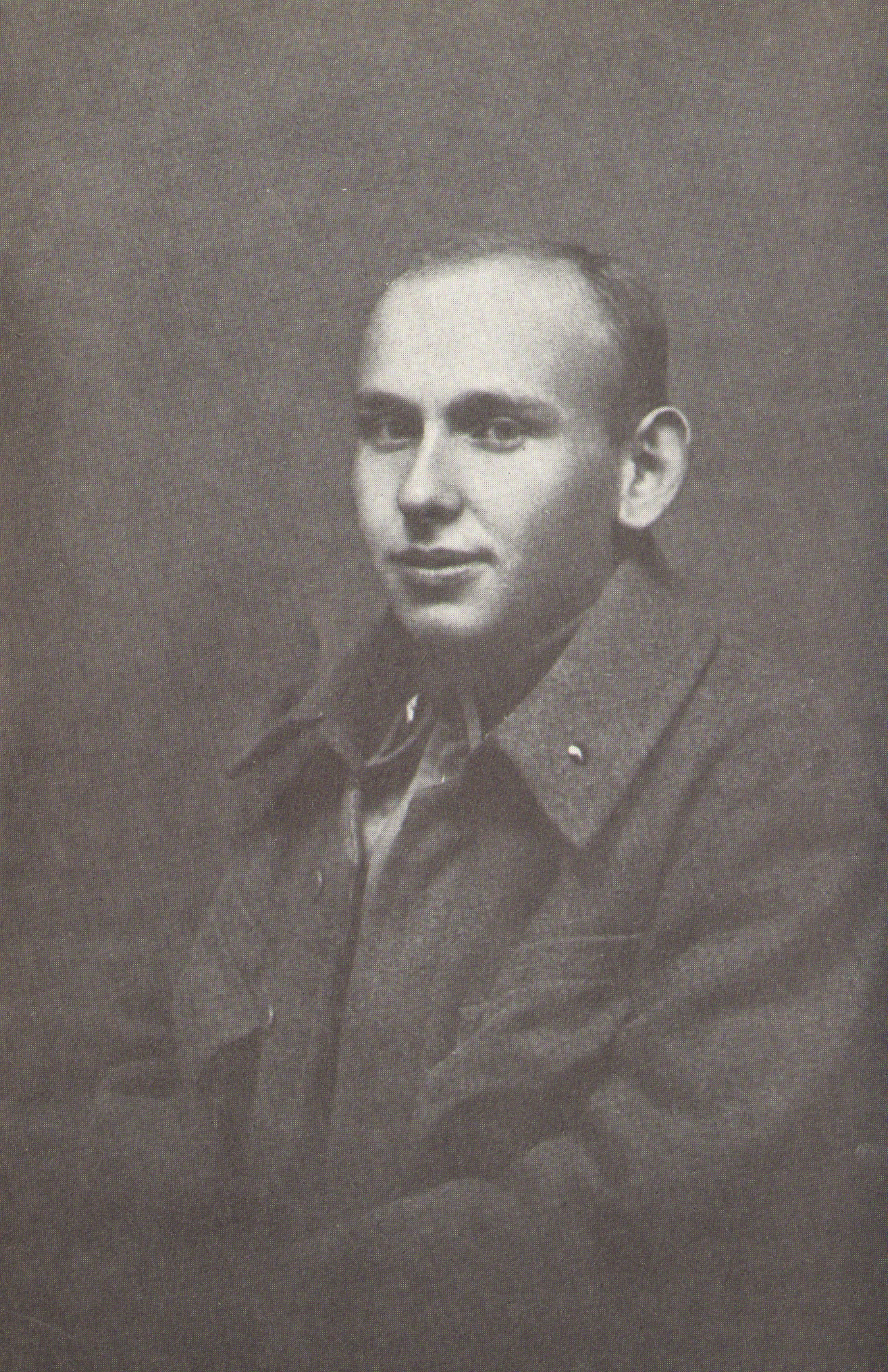
Eisler első világháborús katonaként

1901-ben a család Bécsbe költözött. 1908 és 1915 között a 2. számú állami katolikus (Rasumovsky) gimnázium diákja volt. Rövid ideig szülei tudtak zongoratanárt fizetni neki, de aztán önképzéssel kellett zenei alapismereteit megszereznie. Bátyja hatására már 1912-ben belépett a szocialista középiskolások szervezetébe. Testvére politikai tevékenysége miatt mindketten a megbízhatatlanok listájára („politisch verdächtig”) kerültek. 1916-tól egy magyar alakulat tagjaként frontszolgálatot teljesített az első világháborúban. Többször megsebesült. A fronton komponálta első jelentős (elveszett) művét, egy pacifista oratóriumot.
1919-től a Új Bécsi Konzervatóriumban Karl Weigl növendéke volt, mellette négy éven át Arnold Schönberg magántanítványa. Közben 1919-től a Karl Liebknecht és a Stahlklang („Acélhang”) munkáskórusok karnagya és az Universal Edition korrektoraként tevékenykedett. Elköltözött szüleitől, első partnerével „Muschi” (Irma) Friedmann tanítónővel egy grinzingi barakkban élt. Élete végéig tartó tanári pályáját 1921-ben a Verein für volkstümliche Musikpflege nevű, munkások részére létrehozott szervezetben kezdte. 1922-ben Anton Webernnél is tanul. 1923. április 10-én Prágában mutatták be a Schönbergnek ajánlott, opus 1-es dodekafon Zongoraszonátáját (Bécsben 1924 októberében). Szaporodtak a művek, egyre több helyen szólaltak meg, például Velencében és Paul Hindemith donaueschingeni fesztiválján. 1925. május 1-jén Bécs város művészeti díjával tüntették ki. Ebben az évben az osztrák fővárosnál sokkal élénkebb művészeti–társadalmi élettel rendelkező Berlinbe költözött.
1925–1933 között a Klindworth–Scharwenka Konzervatóriumban zeneszerzést tanított. 1926-ban felvételét kérte a Német Kommunista Pártba, de végül nem lett tag. Ebben az évben romlott meg viszonya végérvényesen Schönberggel. Mesterét késő romantikus reakciósnak tartotta, az őt kávéházi forradalmárnak. Párizsba is ellátogatott, sok kortárs szerzővel és műveikkel ismerkedett meg, de ellenérzést keltettek benne a csak az elitnek szóló darabok. Berlinben egyre több kommunista kulturális szervezet munkájába kapcsolódik be. 1927-től a Das rote Sprachrohr („A vörös szócső”) agit-prop csoportnak, munkáskórusoknak szerzett zenét, politikai kabarénak is dolgozott. Kidolgozta saját műfaját, a harci dalt (Kampflieder). 1928-ban Erwin Piscatorral, 1930-ban Bertolt Brechttel ismerkedett meg, akivel életre szóló szakmai és baráti kapcsolatra lépett.
1933 januárjában, Anton Webern hívására, egy műveiből rendezett koncertre Bécsbe utazott. A náci hatalomátvétel miatt már nem tért vissza német fővárosba. Csalódásként élte meg, hogy a munkások nagy százalékban támogatták Adolf Hitlert.
Emigrációja kezdetén Prágába, majd Párizsba utazott. A következő időszakot főként itt és Londonban töltötte, de folyamatosan utazott Európa nácizmus által még nem érintett részeire is, rendszerint filmzenékkel kapcsolatos ügyekben. Továbbra is írt mozgalmi dalokat, kórusokat, részt vett a kommunista kultúrpolitika alakításában.
1935-ben két utat tett az Egyesült Államokba. Ide emigrál 1938-ban, január 21-én érkezett meg New Yorkba. Csak látogatóvízuma volt és gyanúsnak számított baloldali kapcsolatai miatt. Akadt néhány támogatója, és a megélhetésért (1935 után újra) taníthatott a New School for Social Researchben. 1939-ben kiutasították, Mexikóvárosban tanított májustól szeptemberig. Mexikói beutazási engedéllyel sikerült visszatérnie az USA-ba. Elkezdte a filmzenéről szóló műve tervezését, miközben a gyakorlatban is dolgozott filmeken. 1942. április 20-án Hollywoodba tette át lakhelyét. Tanított a University of South Californián, dolgozott a filmgyáraknak, és felújította munkakapcsolatát az ideérkező Brechttel. Ennek az időszaknak fontos szerzeménye a Hollywoodi daloskönyv. 1943-ban a Hangmen Also Die, 1944-ben a None But the Lonely Heart zenéjéért jelölték Oscar-díjra. 1944-ben Theodor Adornóval fejezte be elméleti művét, a Composing for the Filmset.

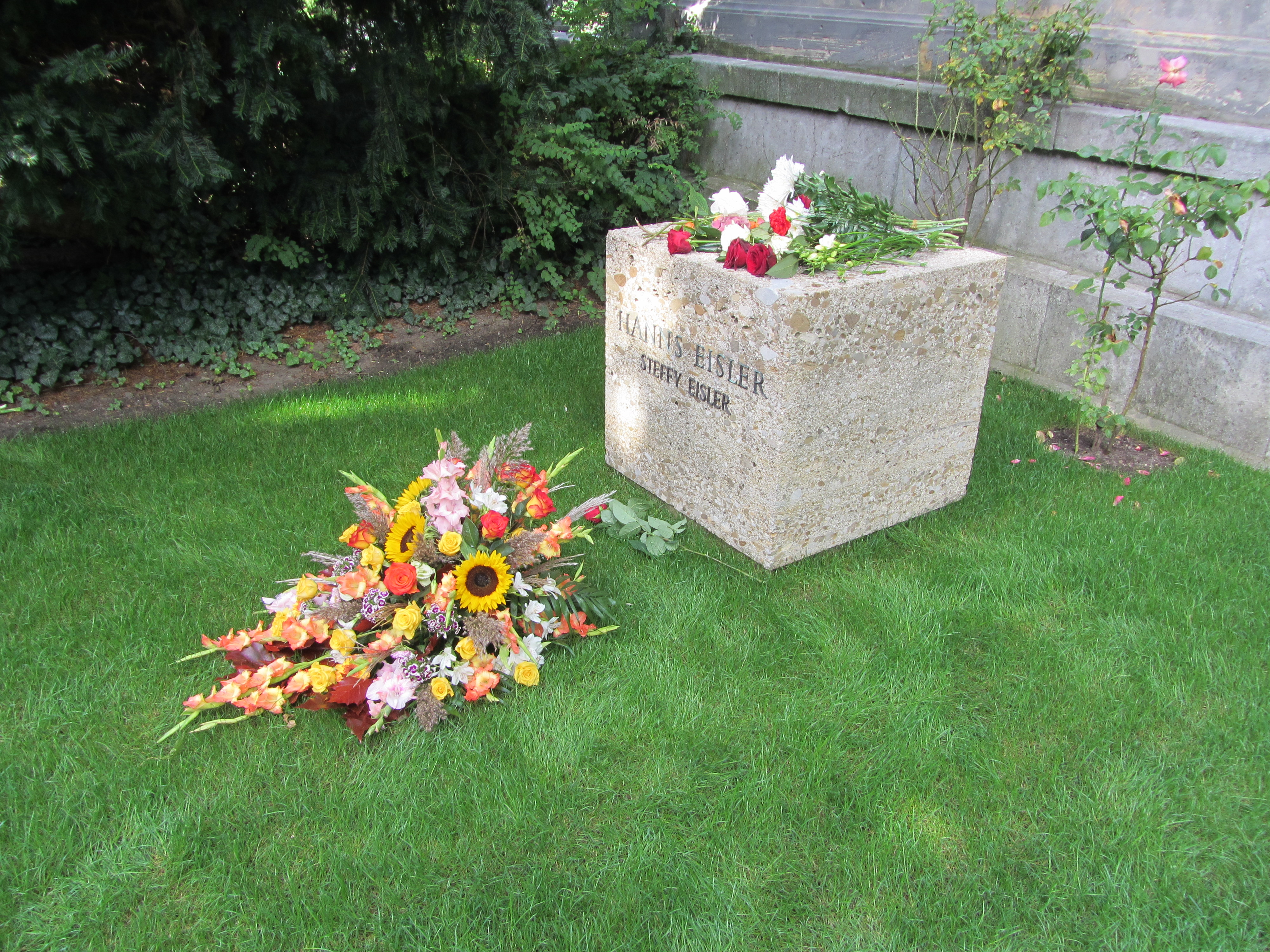
Hanns Eisler sírja halála 50. évfordulóján

1947-ben, a hidegháborús hisztéria tetőpontján az Amerika-ellenes Tevékenységet Vizsgáló Bizottság tevékenységének első áldozata Eisler. Csak a nemzetközi közvélemény nyomására volt kénytelenek megengedni, hogy a zeneszerző saját jószántából elhagyhassa az USA-t. Egy New York-i búcsúhangverseny után 1948. március 26-án Prágába repült. Innen Bécsbe ment, annak reményében, hogy tanári állást kap. Ennek meghiúsulása után, 1950 elején újra Berlinbe költözött. Ebben az időben Johannes R. Becher több versét megzenésítette, ezek közül választja ki az NDK Minisztertanácsa az Auferstanden aus Ruinent az ország himnuszának. 1950-ben a Német Művészeti Akadémia tagjává lett, és tanítani kezdett a kelet-berlini zeneművészeti főiskolán. 1952-ben jelentette meg a fő művének szánt Johann Faustus opera librettóját, ami miatt ideológiai össztűz zúdult rá az NDK-ban. Eisler Bécsbe ment a támadások miatt. Brecht vette védelmébe a kommunista párt dogmatikusaival szemben. 1954-ben visszatért Berlinbe. Schönberg 80. születésnapján előadást tartott „formalista” mestere védelmében. Brecht 1956-os halála súlyosbította depresszióját. 1960-ban szívinfarktust kapott. Halála évében írta utolsó jelentős művét, az Ernste Gesänge-t („Komoly énekek”). Egy újabb infarktus végzett vele.

### Munkássága
A modern német zene egyik legjelentősebb alakja volt. Érdeklődése rendkívül széles és sokirányú volt. Nevét jazz-operája, tömegdalai és szimfonikus művei tették ismertté. Számos produkció zenéjét szerezte és érdekes szakkönyvet írt a filmkomponálás kérdéseiről. A Német Demokratikus Köztársaság nemzeti himnuszának szerzője volt.

## Családja
Szülei: a szász evangélikus Marie Ida Fischer munkásnő és az osztrák zsidó Rudolf Eisler (1873–1926) filozófiaprofesszor volt. Testvére, Gerhart Eisler (1897–1968) kommunista újságíró volt. Nővére, Ruth Fischer (1895–1961) a Német Kommunista Párt vezetője volt. 1920–1934 között Charlotte Demant (1894–1970) osztrák énekes volt a felesége. 1937–1955 között Lou Jolesch (született Anna Louise von Gosztonyi) volt a párja. 1958–1962 között Stephanie Wolffal élt házasságban.

## Filmjei
- Opus III (1924)
- Senki földje (Niemandsland) (1931)
- Dal a hősökről (Песнь о героях) (1932)
- Üres has (1932)
- Új föld (Nieuwe gronden) (1933)
- A nagy játék (Le grand jeu) (1934)
- Miénk az élet (1936)
- A petróleum és "unokatestvérei" (Pete-Roleum and His Cousins) (1939)
- A 400 millió (1939)
- Az elfelejtett falu (The Forgotten Village) (1941)
- A hóhér halála (1943)
- Féltékenység (Jealousy) (1945)
- Asszony a tengerparton (The Woman on the Beach) (1947)
- Galilei élete (1947)
- Mindennapi kenyerünk (Unser täglich Brot) (1949)
- Istenek tanácsa (1950)
- Asszonysorsok (Frauenschicksale) (1952)
- Sötétség és köd (1955)
- Bel Ami (1955)
- Fidelio (1956)
- Gasparone (1956)
- Salemi boszorkányok (1957)
- Denevérraj (Geschwader Fledermaus) (1958)
- A kalandor (1960)
- Puntilla úr és szolgája, Matti (Herr Puntila und sein Knecht Matti) (1960)
- Aktion J (1961)
- Szerelmi ügy, avagy egy postáskisasszony tragédiája (1967)
- Galilei élete (1975)

## Magyarul
- Theodor Wiesengrund Adorno–Hanns Eisler: Filmzene; ford. Báti László; Zeneműkiadó, Bp., 1973
- A zene értelméről és értelmetlenségéről. Válogatott írások; vál., szerk., utószó, jegyz. Maróthy János és Zoltai Dénes, ford. Balázs István; Gondolat, Bp., 1977